# Gremberghoven
Gremberghoven ist ein rechtsrheinischer Stadtteil im Südosten von Köln im Stadtbezirk Porz. Der Name Gremberghoven wird seit 1922 benutzt und setzt sich aus den Namen der Kölner Stadtteile Gremberg und Westhoven zusammen.

## Lage
Gremberghoven grenzt im Osten an Rath/Heumar und an Eil, im Südosten an Finkenberg, im Süden an Porz, im Westen an Ensen und Westhoven und im Norden an Humboldt/Gremberg und Ostheim.

## Geschichte
Der Ort Gremberghoven verdankt seine Entstehung dem gleichnamigen Güterbahnhof, der schon 1913 geplant, aber wegen des Ersten Weltkrieges erst 1917 gebaut wurde. Schon 1921 wurde hier ein Haltepunkt errichtet und die nahe Eisenbahnsiedlung Kolonie bezeichnet. Der Gemeinderat Porz entschied sich im Januar 1922 diese neue Wohnsiedlung Ensen-Ost zu benennen. Hingegen veröffentlichte das Porz-Urbacher Volksblatt eine Mitteilung des Porzer Rektors Carl Breuer. Danach hätte sich bei den Bewohnern der Eisenbahnsiedlung die Bezeichnung Gremberghoven durchgesetzt. Am 2. Mai 1922 erschien in einer Zeitung der Name Mietergenossenschaft Gremberghoven. Der Regierungspräsident in Köln genehmigte den neuen Namen, nachdem auch der Reichsinnenminister Adolf Köster zugestimmt hatte.
Seit 1929, dem Zusammenschluss der bisherigen Bürgermeistereien Heumar (mit dem Sitz in Porz) und Wahn, gehörte Gremberghoven zur neuen Großgemeinde Porz, die im Jahre 1951 als Porz am Rhein die Stadtrechte erhielt. Seit Porz im Zuge der Gebietsreform von 1975 in die Stadt Köln eingemeindet wurde, ist Gremberghoven ein eigenständiger Stadtteil Kölns.

## Bevölkerungsstatistik
Struktur der Bevölkerung von Köln-Gremberghoven (2021):
- Durchschnittsalter der Bevölkerung: 38,4 Jahre (Kölner Durchschnitt: 42,3 Jahre)
- Ausländeranteil: 43,2 % (Kölner Durchschnitt: 19,3 %)
- Arbeitslosenquote: 18,0 % (Kölner Durchschnitt: 8,6 %)

## Eisenbahnsiedlung

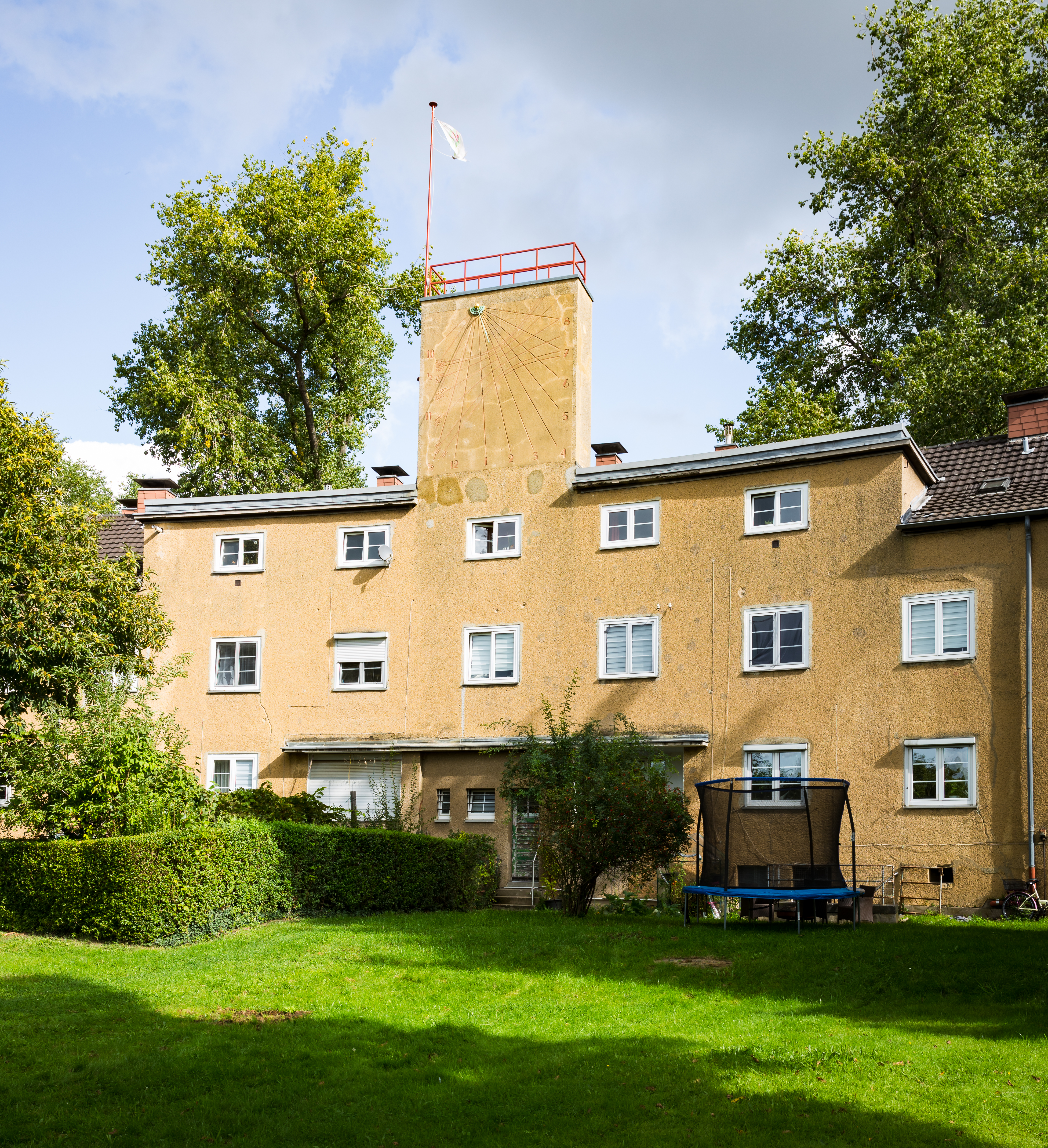
Eisenbahnersiedlung, Sonnenuhr am Langobardenplatz

Gremberghoven ist eine Eisenbahnsiedlung, die nach dem Ersten Weltkrieg mit dem Rangierbahnhof Gremberg entstand. Die Siedlungshäuser mit großen Gärten zur Selbstversorgung entstanden nach den Entwürfen des Architekten Martin Kießling. Sie bilden noch heute den Kern Gremberghovens. Die mehrgeschossigen Wohnblocks, Einfamilienhäuser und Reihenhäuser der ursprünglichen Eisenbahnsiedlung stehen seit 2003 unter Denkmalschutz.

## Wirtschaft und Infrastruktur

### Verkehr
Die Bundesautobahn 559 passiert den Siedlungskern nördlich. An der Anschlussstelle Köln-Porz-Gremberghoven ist sie mit der Bundesstraße 8 (Frankfurter Straße) verknüpft, die aber wegen der parallelen Autobahnen 3 und 59 hier keine überregionale Bedeutung mehr hat.
Der in der Nähe des Ortskerns an der Rather Straße gelegene Bahnhof Porz-Gremberghoven an der Siegstrecke wurde im Jahre 2004 geschlossen. Stattdessen entstanden gleich drei neue Stationen:
- Der Bahnhof Köln Airport-Businesspark liegt nordwestlich des Ortskerns, wo zwischen der Bahnstrecke, der Frankfurter Straße und den Autobahnen 4 und 559 seit Ende der 1980er-Jahre ein gleichnamiges Gewerbegebiet entsteht. Der Name verweist auf den nahe gelegenen Flughafen Köln/Bonn, der jedoch einen eigenen Bahnhof hat.

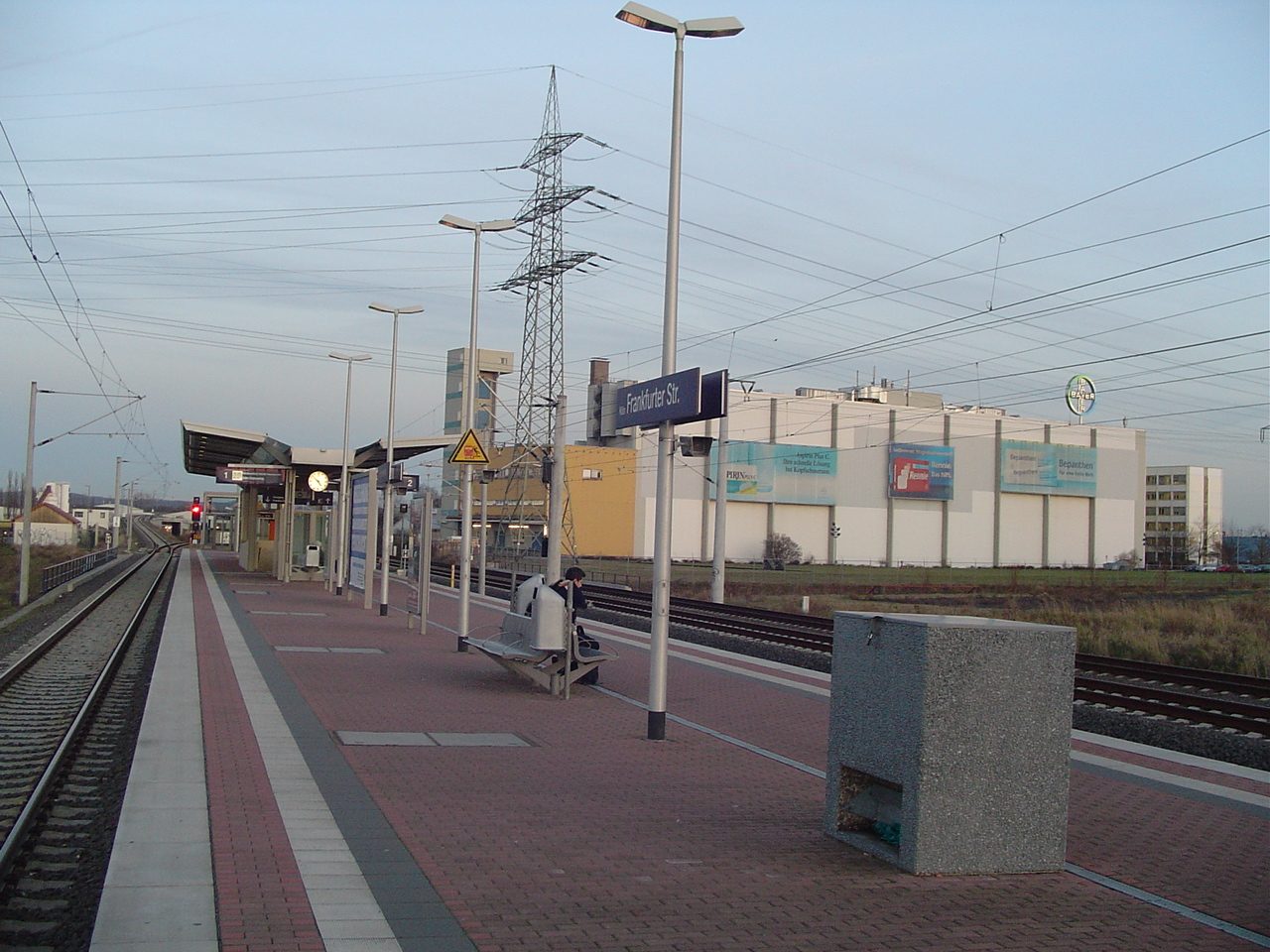
S-Bahnhof Frankfurter Straße

- Der Bahnhof Köln Frankfurter Straße wurde am Schnittpunkt derselben mit der Aggertal-Bahn angelegt. Östlich zweigt die Flughafenschleife ab. Der Bahnhof liegt nördlich des Siedlungskerns am östlichen Rande des Airport-Businessparks.
- Im Süden Gremberghovens liegt der Haltepunkt Köln Steinstraße.

An den Stationen Airport-Businesspark und Steinstraße hält die S 12. Am Bahnhof Frankfurter Straße halten die Flughafen-S-Bahnen (S 13/S 19) und die Oberbergische Bahn (RB 25). Alle diese Linien werden von der DB Regio NRW betrieben; die S-Bahnlinien sind Bestandteil der S-Bahn Köln.
Im Busverkehr wird Gremberghoven von den Linien 151, 152 und 154 der Kölner Verkehrs-Betriebe erschlossen.

### Wirtschaft

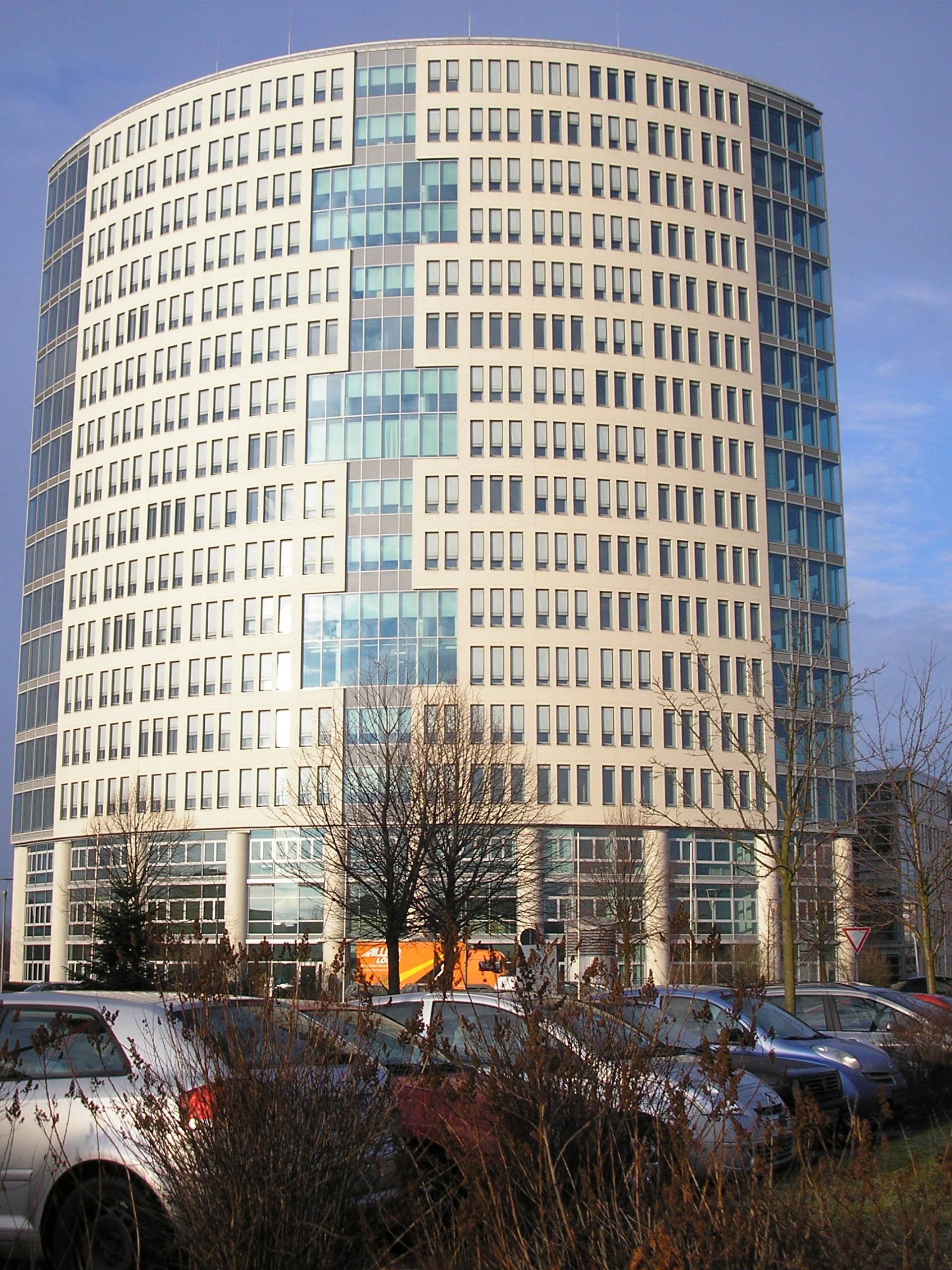
ABC-Tower, Wahrzeichen des Airport-Business-Park

Den bedeutendsten Wirtschaftsfaktor von Gremberghoven stellt der AirportBusinessPark dar. Er ist Ende der 1980er Jahre entlang der Frankfurter Straße in Köln entstanden und gilt als moderner Gewerbestandort für Unternehmen aus der Region und für nationale und internationale Firmen. Angebunden ist er an den Flughafen Köln/Bonn sowie an das Autobahnnetz und die S-Bahn.
Durch eine Bebauungsplan-Änderung wurde 1996 der Gewerbepark um einen nördlichen Teil erweitert und ist seitdem in einen nördlichen und einen südlichen Teil gegliedert. Sein Wahrzeichen ist der im Jahre 2003 gebaute 17-geschossige ABC-Tower. Im Jahre 2008 erfolgte die Erweiterung um einen östlichen Teil, der unter anderem an Firmen wie DLR, Gaffel-Brauerei und Eurowings vermietet ist.
Heute beträgt die Grundstücksfläche des AirportBusinessParks 30 Hektar und umfasst mehr als 70 Gewerbeimmobilien, in denen circa 5.000 Menschen ihren Arbeitsplatz haben. Über 100 Unternehmen haben sich inzwischen am Standort niedergelassen. Zwischen 2015 und 2018 entstanden infolge eines Nachfrageschubs mehrere Neubauten, welche unter anderem an Firmen wie Peugeot Citroën, Kienbaum, AdmiralDirekt, TecAlliance, ANCOM, Axians oder SÜDVERS vermietet wurden.
Im nördlichen Teil des Geländes ist ein rund 20 Hektar großes Biotop mit Angelsee in das Gewerbegebiet integriert und mit einem 150 Meter breiten Grünstreifen entlang der A 4 verbunden. Außerdem wurde im Kernbereich des Gesamtgeländes eine zusätzliche neun Hektar große Parkanlage geschaffen.

## Einrichtungen
- Friedrich-List-Gemeinschaftsgrundschule
- Abfall-Center August-Horch-Straße der Abfallwirtschaftsbetriebe Köln

## Kirchen
- Als Besonderheit des Stadtteils ist zu erwähnen, dass die Serbisch-Orthodoxe-Kirchengemeinde Köln hier mit der Kirche Zur Erhöhung des kostbaren Kreuzes am Frankenplatz ihr Zentrum hat. Die Kirche steht allen orthodoxen Gläubigen zur Verfügung, Gottesdienst und Liturgie werden in mehreren Sprachen gefeiert. Vormals diente das Gotteshaus als Heilig-Geist-Kirche den katholischen Gläubigen, ist jedoch seit 2005 vom Erzbistum Köln vermietet worden.[4] Die Heilig-Geist-Gemeinde war jahrzehntelang eigenständige Pfarre und seit den 1990er-Jahren Filialkirche der Katholischen Kirchengemeinde St. Maximilian Kolbe.
- Evangelische Christen besuchten die Matthäuskirche. Die Kirche wurde am 4. September 2016 entwidmet und zum Abriss bestimmt.

## Sport
Es gibt den ESV Gremberghoven 1928 e. V. mit fünf Sportarten.
St. Hubertus Schützenbruderschaft Gremberghoven 1924 e. V.